# Prix Lumières
Die Prix Lumières (auch Trophées Lumières, offiziell Lumières de la presse internationale) sind jährlich in Paris verliehene Filmpreise. Sie werden seit 1996 von der Académie des Lumières vergeben. Die Preisverleihung findet jeweils zwischen Mitte Januar und Ende Februar vor dem französischen Filmpreis César statt.
Ins Leben gerufen wurde der Preis 1995 vom US-amerikanischen Journalisten Edward Behr und dem französischen Filmproduzenten Daniel Toscan du Plantier. Als Vorbild diente der Golden Globe Award, der jährlich von internationalen Medienvertretern in Los Angeles verliehen wird. 2021 bestand die Académie des Lumières aus 123 Pressevertretern aus 36 Ländern, die über die Preisträger abstimmten. Als Präsidentin fungiert seit März 2017 die US-amerikanische Journalistin Lisa Nesselson (Screen International, Vereinigtes Königreich).
Die Preistrophäe (Trophée Lumière) wurde von der Münzprägeanstalt Monnaie de Paris kreiert und ist mit der Signatur des bekannten Medailleurs Joaquin Jimenez versehen. Sie stellt ein Flammenband dar, in dessen Mitte dochtähnlich der Pariser Eiffelturm aufragt. Im Flammenband selbst sind Löcher und der Schriftzug lumières (dt.: „Lichter“) eingestanzt, die an Filmstreifen bzw. Kinoleinwände erinnern sollen.
Die 28. Verleihung fand am 17. Januar 2023 statt. Im Jahr 2024 wurde die 29. Verleihung am 22. Januar veranstaltet. Die 30. Verleihung war am 20. Januar 2025.

## Kategorien
Die Prix Lumières werden gegenwärtig in 13 Kategorien (exkl. einem Ehrenpreis) verliehen. Wie beim bekannteren Filmpreis Oscar werden in jeder Kategorie normalerweise fünf Nominierungen ausgesprochen, unter denen der Gewinner ausgewählt wird.
| Kategorie                         | Originalbezeichnung                   | verliehen seit |
| --------------------------------- | ------------------------------------- | -------------- |
| Bester Film                       | Meilleur film                         | 1996           |
| Beste Regie                       | Meilleur réalisateur                  | 1996           |
| Beste Darstellerin                | Meilleure actrice                     | 1996           |
| Bester Darsteller                 | Meilleur acteur                       | 1996           |
| Bestes Drehbuch                   | Meilleur scénario                     | 1996           |
| Beste Nachwuchsdarstellerin       | Révélation féminine                   | 2000           |
| Bester Nachwuchsdarsteller        | Révélation masculine                  | 2000           |
| Bestes Erstlingswerk              | Meilleur premier film                 | 2014           |
| Beste internationale Koproduktion | Meilleure coproduction internationale | 2020           |
| Bester Dokumentarfilm             | Meilleur documentaire                 | 2016           |
| Bester Animationsfilm             | Meilleur film d’animation             | 2017           |
| Beste Kamera                      | Meilleure image                       | 2008           |
| Beste Filmmusik                   | Meilleure musique                     | 2016           |
| Ehrenpreis                        | Lumière d’honneur                     | 2011 (1996)    |

Unregelmäßig wird ein Spezialpreis (Prix spécial des Lumières) vergeben, den u. a. Noémie Lvovsky für Camille – Verliebt nochmal! (2013) und Rebecca Zlotowski für Grand Central (2014) gewannen.
Ehemals vergebene Preise:
- Bester ausländischer Film (1996–2002)
- Bester französischsprachiger Film (2003–2019)
- Prix du public mondial, Sonderpreis gestiftet von TV5 Monde (2006–2011)